# アラン・ファーシュト

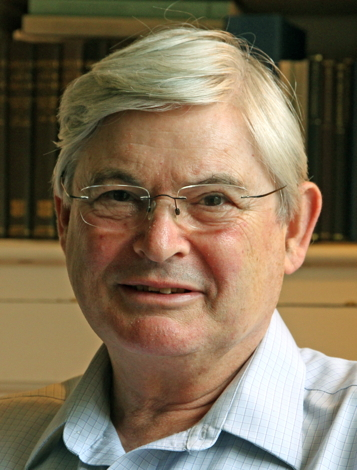
アラン・ファーシュト(2022年)

サー・アラン・ロイ・ファーシュト(Sir Alan Roy Fersht, 1943年4月21日 - ）は、イギリスの化学者。ケンブリッジ大学教授。専門はタンパク質工学。
.

## 来歴
ロンドン・ウォルサム・フォレスト区出身。ケンブリッジ大学ゴンヴィル・アンド・キーズ・カレッジを1965年に卒業後、1968年に同大学院から有機化学のPh.D.を取得した。ブランダイス大学で博士研究員を務めた後、1969年からはMRC分子生物学研究所の研究員として勤務し、1978年には王立協会研究教授、インペリアル・カレッジ・ロンドンで生化学の教授に就任し、1988年から現職。1983年に王立協会フェロー選出。

## 受賞歴
- 1998年 - デービーメダル
- 2008年 - ロイヤル・メダル
- 2009年 - ヴィルヘルム・エクスナー・メダル
- 2020年 - コプリ・メダル

## 著書
- 「酵素-構造と反応機構-」今堀和友・川島誠一訳 東京化学同人 1983

## 参照
- Professor Sir Alan Fersht FRS
- Alan Fersht